# Uropterygius oligospondylus
Uropterygius oligospondylus is een straalvinnige vissensoort uit de familie van de murenen (Muraenidae). De wetenschappelijke naam van de soort is voor het eerst geldig gepubliceerd in 2008 door Chen, Randall & Loh.